# Pentapartito
Pentapartito ("de vijf partijen") is de naam die vaak wordt gegeven aan de regeringscoalitie die van 1980 tot 1992 over Italië regeerde.
Deze coalitie bestond uit de volgende vijf politieke partijen:
- DC (Christendemocratische Partij van Italië)
- PSI (Socialistische Partij van Italië)
- PRI (Republikeinse Partij van Italië)
- PLI (Liberale Partij van Italië)
- PSDI (Sociaaldemocratische Partij van Italië)

De regeringen kwamen met grote regelmaat ten val, maar het was altijd weer dezelfde coalitie die terugkwam. Dit verschijnsel was te wijten aan de verstarde situatie waarin de Italiaanse politiek zich toen bevond, onder meer vanwege de algemeen gevoelde noodzaak om de PCI (Communistische Partij van Italië) buiten de regering te houden.
In Italië staat deze periode bekend als de "anni di piombo", de "loden jaren". Deze periode werd gekenmerkt door een wijdverbreide corruptie, door terrorisme van linker- en rechterzijde en door de banden die een aantal politici onderhielden met de Maffia. Dit alles leidde tot een golf van schandalen en een massale protestbeweging, die resulteerde in een door de Procureur van de Republiek van Milaan Giovanni Falcone uitgevoerd gerechtelijk onderzoek, bekend onder de naam "Mani pulite" (schone handen), waarin zeer vele politici, behorende tot deze vijf partijen, in opspraak kwamen, zoals: Giulio Andreotti, Arnaldo Forlani, Ciriaco De Mita en Paolo Cirino Pomicino (DC), Bettino Craxi (PSI) en Renato Altissimo en Francesco De Lorenzo (PLI).
Vanwege het schandaal zijn spoedig daarop al deze vijf partijen ineengestort, zodat er een geheel ander partijenlandschap ontstond. 

## Kabinetten
| Coalitie              | periode                             | samenstelling           |
| --------------------- | ----------------------------------- | ----------------------- |
| Kabinet-Spadolini I   | 28 juni 1981 - 7 augustus 1982      | DC, PSI, PSDI, PRI, PLI |
| Kabinet-Spadolini II  | 23 augustus 1982 - 13 november 1982 | DC, PSI, PSDI, PRI, PLI |
| Kabinet-Fanfani V     | 1 december 1982 - 2 mei 1983        | DC, PSI, PSDI, PLI      |
| Kabinet-Craxi I       | 4 augustus 1983 - 27 juni 1986      | DC, PSI, PSDI, PRI, PLI |
| Kabinet-Craxi II      | 1 augustus 1986 - 3 maart 1987      | DC, PSI, PSDI, PRI, PLI |
| Kabinet-Fanfani VI    | 17 april 1987 - 28 april 1987       | DC                      |
| Kabinet-Goria         | 28 juli 1987 - 11 maart 1988        | DC, PSI, PSDI, PRI, PLI |
| Kabinet-De Mita       | 13 april 1988 - 19 mei 1989         | DC, PSI, PSDI, PRI, PLI |
| Kabinet-Andreotti VI  | 22 juli 1989 - 29 maart 1991        | DC, PSI, PSDI, PRI, PLI |
| Kabinet-Andreotti VII | 12 april 1991 - 24 april 1992       | DC, PSI, PSDI, PLI      |
| Kabinet-Amato I       | 28 juni 1992 - 22 april 1993        | DC, PSI, PSDI, PLI      |